# NGC 765
NGC 765 (другие обозначения — UGC 1455, MCG 4-5-25, ZWG 482.33, IRAS01559+2439, PGC 7475) — галактика в созвездии Овен.
Этот объект входит в число перечисленных в оригинальной редакции «Нового общего каталога».
NGC 765 имеет самое большое отношение «HI-to-optical» среди всех известных спиральных галактик, а также самый большой диск из нейтрального водорода (диаметром 240 килопарсек). 
Оптические изображения галактики показывают центральный «стержень» и спиральные рукава с низкой поверхностной яркостью, отходящие от него. 
Области, излучающие в радио- и рентгеновском диапазоне, совпадают с оптическим ядром галактики.
Возможно, NGC 765 сохранила в своей нынешней морфологии следы истории формирования.
Галактика может подвергаться аккреции, о чём свидетельствуют скопления нейтрального водорода размером менее 10 килопарсек и малой массой (108 - 109 масс Солнца), принадлежащие маленьким галактикам на окраине её диска HI и две галактики-спутника аналогичного размера.
Галактика NGC 765 входит в состав группы галактик IC 187. Помимо NGC 765 в группу также входят IC 187, IC 1764, NGC 776, UGC 1451, UGC 1453, UGC 1462, UGC 1478, UGC 1479, UGC 1483, UGC 1510, CGCG 482-38, CGCG 482-46 и CGCG 482-50.